# Bulbophyllum uhl-gabrielianum
Bulbophyllum uhl-gabrielianum är en orkidéart som beskrevs av Guy Robert Chiron och Vitorino Paiva Castro. Bulbophyllum uhl-gabrielianum ingår i släktet Bulbophyllum och familjen orkidéer. Inga underarter finns listade i Catalogue of Life.